# Yūichi Nakamura (attore)
Yūichi Nakamura (中村 優一?, Nakamura Yūichi; Kanagawa, 8 ottobre 1987) è un attore giapponese.
Ha iniziato la sua carriera nel mondo dello spettacolo nel 2003, ma si è fatto notare soprattutto come interprete nel ruolo di Kyosuke Kiriya nel 2005 nella serie Kamen Rider e poi nel dorama Princess Princess D tratto dall'omonimo anime.
È inoltre affiliato al gruppo D-Boys, prodotto dalla Watanabe.
Per motivi di salute ha annunciato il 25 settembre 2012 il suo ritiro dal mondo dello spettacolo.

## Filmografia

### Televisione
| Titolo                    | Ruolo assunto                    | Anno | Emittente TV                 |
| ------------------------- | -------------------------------- | ---- | ---------------------------- |
| Gokusen 2                 | Yūichi Kawada                    | 2005 | Nippon Television            |
| Daisuki! Itsugo Go!!      | n/a                              | 2005 | Tokyo Broadcasting System    |
| Kamen Rider Hibiki        | Kyosuke Kiriya                   | 2005 | TV Asahi                     |
| Kitana(i) Hero            | Hiroshi Onodera                  | 2006 | Nippon Television            |
| Princess Princess D       | Otoya Hanazono                   | 2006 | TV Asahi                     |
| DD-BOYS                   | Himself                          | 2006 | TV Asahi                     |
| Kazoku Zenzai             | Kou Kamizawa                     | 2006 | Tokyo Broadcasting System    |
| Puzzle (serie televisiva) | Masanori Ootaka                  | 2007 | TV Asahi                     |
| Shinigami no Ballad       | Makoto Hayama                    | 2007 | TV Tokyo                     |
| Delicious Gakuin          | Ryouji Nangou                    | 2007 | TV Tokyo                     |
| Kamen Rider Den-O         | Yūto Sakurai/Kamen Rider Zeronos | 2007 | TV Asahi                     |
| Taiyō to umi no kyōshitsu | Masayuki Misaki                  | 2008 | Fuji Television              |
| Futatsu no Spica          | Shū Suzuki                       | 2009 | NHK                          |
| Inazuma Eleven            | Mark Kluger                      | 2009 | TV Tokyo                     |
| Last Mail 2               | Kazuki Yamada                    | 2009 | BS Asahi                     |
| The Negotiator            | Tomoyuki Miura                   | 2009 | TV Asahi                     |
| Sunao ni Narenakute       | Shu Mizuno                       | 2010 | Fuji Television              |
| Jotei Kaoruko             | Junpei Kojima                    | 2010 | TV Asahi                     |
| Moyashimon                | Tadayasu Souemon Sawaki          | 2010 | Fuji Television              |
| Kamen Rider Zi-O          | Kyōsuke Kiriya                   | 2019 | TV Asahi                     |
| Eien no kinō              | Masahiko Ogawa                   | 2022 | Mainichi Broadcasting System |

### Cinema
| Titolo                                                                 | Ruolo assunto                    | Anno |
| ---------------------------------------------------------------------- | -------------------------------- | ---- |
| Kamen Rider Den-O: I'm Born!                                           | Yūto Sakurai/Kamen Rider Zeronos | 2007 |
| Kamen Rider Den-O & Kiva: Climax Deka                                  | Yūto Sakurai/Kamen Rider Zeronos | 2008 |
| Saraba Kamen Rider Den-O: Final Countdown                              | Yūto Sakurai/Kamen Rider Zeronos | 2008 |
| Dōkyūsei                                                               | Jun Shibahara                    | 2008 |
| Taiikukan Baby,                                                        | Jun Shibahara                    | 2008 |
| Shakariki!                                                             | Daisuke Hatomura (Poppo)         | 2008 |
| Bokura no Houteishiki                                                  | Shinpei Shimokura                | 2008 |
| Kaze Ga Tsuyoku Fuiteiru                                               | Akane Kashiwazaki                | 2009 |
| Cho Kamen Rider Den-O & Decade Neo Generations: The Onigashima Warship | Yūto Sakurai/Kamen Rider Zeronos | 2009 |
| Wangan Midnight The Movie                                              | Akio Asakura                     | 2009 |
| Kamen Rider × Kamen Rider × Kamen Rider The Movie: Cho-Den-O Trilogy   | Yūto Sakurai/Kamen Rider Zeronos | 2010 |